# Società Sportiva Atletico Leonzio 1990-1991
Questa voce raccoglie le informazioni riguardanti  la Società Sportiva Atletico Leonzio nelle competizioni ufficiali della stagione 1990-1991.

## Rosa
| N. |                   | Ruolo | Calciatore            |
| -- | ----------------- | ----- | --------------------- |
|    | Italia (bandiera) | C     | Sebastiano Basile     |
|    | Italia (bandiera) | P     | Enrico Cavalieri      |
|    | Italia (bandiera) | D     | Giampietro Ciriaco    |
|    | Italia (bandiera) | C     | Edmondo De Amicis     |
|    | Italia (bandiera) | A     | Tiziano D'Isidoro     |
|    | Italia (bandiera) | C     | Ciro Festa            |
|    | Italia (bandiera) | C     | Rocco Frazzetto       |
|    | Italia (bandiera) | C     | Alfredo Giangrosso    |
|    | Italia (bandiera) | C     | Filadelfo Insauto (I) |
|    | Italia (bandiera) | C     | Massimo Insauto (II)  |
|    | Italia (bandiera) | C     | Pasquale Lo Giudice   |
|    | Italia (bandiera) | C     | Claudio Minicleri     |

| N. |                   | Ruolo | Calciatore                |
| -- | ----------------- | ----- | ------------------------- |
|    | Italia (bandiera) | C     | Nicola Palermo            |
|    | Italia (bandiera) | C     | Andrea Perotti Casagrande |
|    | Italia (bandiera) | D     | Rosario Picone            |
|    | Italia (bandiera) | D     | Sebastiano Pincio         |
|    | Italia (bandiera) | A     | Giovanni Pisano           |
|    | Italia (bandiera) | A     | Marcello Pitino           |
|    | Italia (bandiera) | C     | Antonio Santonocito       |
|    | Italia (bandiera) | D     | Francesco Santoro         |
|    | Italia (bandiera) | A     | Luciano Scolla            |
|    | Italia (bandiera) | A     | Fabio Sebastiano Scudieri |
|    | Italia (bandiera) | D     | Giuseppe Sequenza         |